# Josef Wittwer
Josef Wittwer (* 19. März 1930 in Bark; † 6. März 1970) war ein deutscher Politiker (CDU) und Abgeordneter des Hessischen Landtags.

## Ausbildung und Beruf
Josef Wittwer arbeitete nach dem Abschluss der Volksschule und einer Verwaltungslehre als Angestellter und Beamter in der Kommunalverwaltung. Seit 1957 war er Beamter bei der Stadt Kelkheim (Taunus).

## Politik
Josef Wittwer war seit 1950 Mitglied der CDU und dort in verschiedenen Vorstandsämtern aktiv. So war er seit 1954 Mitglied des Kreisvorstands der CDU Main-Taunus und von 1959 bis 1966 deren Kreisvorsitzender. Neben dem Engagement in der Partei war er auch in der Jungen Union tätig. Er war 1956 bis 1959 Kreisvorsitzender der Jungen Union Main-Taunus und 1958 bis 1963 Bezirksvorsitzender der Jungen Union West-Hessen.
Kommunalpolitisch war er als Erster Beigeordneter der Gemeinde Kriftel tätig. Später wurde er Bürgermeister der Gemeinde Kriftel.
Seit 1960 war er Kreistagsabgeordneter im Main-Taunus-Kreis und dort Fraktionsvorsitzender der CDU-Fraktion. Weiterhin war er Mitglied und stellvertretender Fraktionsvorsitzender der Verbandsversammlung der Regionalen Planungsgemeinschaft Untermain.
Drei Wahlperioden lang war er vom 1. September 1960 bis zu seinem frühen Tod am 6. März 1970 Mitglied des Hessischen Landtags. 1964 war er Mitglied der 4. Bundesversammlung.

## Ehrungen
Das Josef-Wittwer-Haus in Kriftel ist nach Josef Wittwer benannt.